# Dibra megye településeinek listája
Dibra megye településeinek listája az albániai Dibra megye 6 városának és 279 falujának magyar betűrend szerinti felsorolása a 2015 óta érvényben lévő települési szerepkör, valamint a községi és alközségi beosztás megjelölésével.
A névalakokhoz
Az adatok között az albán névszóragozás sajátosságainak megfelelően a határozatlan és a határozott névalak egyaránt szerepel (pl. Peshkopi / Peshkopia). Ahol a határozatlan és a határozott alak megegyezik, az egyszerűség kedvéért a név önmagában áll (pl. Rukaj, és nem Rukaj / Rukaj). Miután Albániában nem rendezik törvényi szinten a települések pontos névalakját, és egységes szempontok szerint összeállított helységnévtár sem áll rendelkezésre, az albán településnevek egy részének írásmódja erősen ingadozó. Ezért az esetleges párhuzamos névváltozatok is feltűnnek a táblázatban. Az elsődleges névalakok forrása a 2015 júniusában érvénybe lépett 115/2014. számú közigazgatási törvény szövege, valamint az albán Központi Választási Bizottság honlapján megtalálható 2003-as települési adatbázis. Sok esetben már e két forrásban is eltér a településnevek írásmódja, így az elfogadottabbnak számító névalak megnyugtató megállapításához mérvadó albán hírportálok, a Koha Jonë és a Shekulli adatbázisát is felhasználtuk.

## Települések
| Név (határozatlan / határozott)          | Névváltozat(ok)           | Jogállás | Szerepkör (2015 óta)                          | Megye | Község (2015 óta) | Alközség (2015 óta) |
| ---------------------------------------- | ------------------------- | -------- | --------------------------------------------- | ----- | ----------------- | ------------------- |
| Peshkopi / Peshkopia                     |                           | város    | megyeszékhely, községközpont, alközségközpont | Dibra | Dibra             | Peshkopia           |
| Bulqizë / Bulqiza                        |                           | város    | községközpont, alközségközpont                | Dibra | Bulqiza           | Bulqiza             |
| Burrel / Burreli                         |                           | város    | községközpont, alközségközpont                | Dibra | Mat               | Burrel              |
| Klos / Klosi                             |                           | város    | községközpont, alközségközpont                | Dibra | Klos              | Klos                |
| Krastë / Krasta                          |                           | város    | alközségközpont                               | Dibra | Bulqiza           | Martanesh           |
| Ulëz / Ulza                              |                           | város    | alközségközpont                               | Dibra | Mat               | Ulza                |
| Arras / Arrasi                           |                           | falu     | alközségközpont                               | Dibra | Dibra             | Arras               |
| Baz / Bazi                               |                           | falu     | alközségközpont                               | Dibra | Mat               | Baz                 |
| Ceren / Cereni                           |                           | falu     | alközségközpont                               | Dibra | Dibra             | Kalaja e Dodës      |
| Derjan / Derjani                         |                           | falu     | alközségközpont                               | Dibra | Mat               | Derjan              |
| Fushë-Bulqizë / Fushë-Bulqiza            |                           | falu     | alközségközpont                               | Dibra | Bulqiza           | Fushë-Bulqiza       |
| Fushë-Çidhën / Fushë-Çidhëna             |                           | falu     | alközségközpont                               | Dibra | Dibra             | Fushë-Çidhëna       |
| Fushë-Lurë / Fushë-Lura                  |                           | falu     | alközségközpont                               | Dibra | Dibra             | Lura                |
| Fushë-Muhurr / Fushë-Muhurri             | Fushë-Muhur               | falu     | alközségközpont                               | Dibra | Dibra             | Muhurr              |
| Gjoricë e Sipërme / Gjorica e Sipërme    |                           | falu     | alközségközpont                               | Dibra | Bulqiza           | Gjorica             |
| Gurrë e Madhe / Gurra e Madhe            |                           | falu     | alközségközpont                               | Dibra | Klos              | Gurra               |
| Kastriot / Kastrioti                     |                           | falu     | alközségközpont                               | Dibra | Dibra             | Kastriot            |
| Katund i Ri / Katundi i Ri               |                           | falu     | alközségközpont                               | Dibra | Dibra             | Luznia              |
| Klenjë / Klenja                          |                           | falu     | alközségközpont                               | Dibra | Bulqiza           | Trebisht            |
| Komsi / Komsia                           |                           | falu     | alközségközpont                               | Dibra | Mat               | Komsia              |
| Lis / Lisi                               |                           | falu     | alközségközpont                               | Dibra | Mat               | Lis                 |
| Macukull / Macukulli                     |                           | falu     | alközségközpont                               | Dibra | Mat               | Macukull            |
| Maqellarë / Maqellara                    |                           | falu     | alközségközpont                               | Dibra | Dibra             | Maqellara           |
| Melan / Melani                           |                           | falu     | alközségközpont                               | Dibra | Dibra             | Melan               |
| Okshtun i Madh / Okshtuni i Madh         |                           | falu     | alközségközpont                               | Dibra | Bulqiza           | Ostren              |
| Rukaj                                    |                           | falu     | alközségközpont                               | Dibra | Mat               | Rukaj               |
| Selishtë / Selishta                      |                           | falu     | alközségközpont                               | Dibra | Dibra             | Selishta            |
| Shupenzë / Shupenza                      |                           | falu     | alközségközpont                               | Dibra | Bulqiza           | Shupenza            |
| Sllovë / Sllova                          |                           | falu     | alközségközpont                               | Dibra | Dibra             | Sllova              |
| Suç / Suçi                               |                           | falu     | alközségközpont                               | Dibra | Klos              | Suç                 |
| Tomin / Tomini                           |                           | falu     | alközségközpont                               | Dibra | Dibra             | Tomin               |
| Xibër-Hane                               |                           | falu     | alközségközpont                               | Dibra | Klos              | Xibra               |
| Zall-Dardhë / Zall-Dardha                |                           | falu     | alközségközpont                               | Dibra | Dibra             | Zall-Dardha         |
| Zall-Reç / Zall-Reçi                     |                           | falu     | alközségközpont                               | Dibra | Dibra             | Zall-Reç            |
| Zerqan / Zerqani                         |                           | falu     | alközségközpont                               | Dibra | Bulqiza           | Zerqan              |
| Arap i Poshtëm / Arapi i Poshtëm         | Arn i Poshtëm             | falu     |                                               | Dibra | Dibra             | Luznia              |
| Arap i Sipërm / Arapi i Sipërm           | Arn i Epërm, Arn i Sipërm | falu     |                                               | Dibra | Dibra             | Luznia              |
| Arrëmollë / Arrëmolla                    | Arëmolla, Arrmolla        | falu     |                                               | Dibra | Dibra             | Lura                |
| Arth / Arthi                             | Arrth                     | falu     |                                               | Dibra | Dibra             | Lura                |
| Bahutë / Bahuta                          |                           | falu     |                                               | Dibra | Dibra             | Tomin               |
| Barbullej                                |                           | falu     |                                               | Dibra | Mat               | Derjan              |
| Bardhaj-Reç / Bardhaj-Reçi               |                           | falu     |                                               | Dibra | Dibra             | Zall-Reç            |
| Batër e Madhe / Batra e Madhe            |                           | falu     |                                               | Dibra | Mat               | Komsia              |
| Batër e Vogël / Batra e Vogël            |                           | falu     |                                               | Dibra | Mat               | Komsia              |
| Begjunec / Begjuneci                     |                           | falu     |                                               | Dibra | Dibra             | Melan               |
| Bejn / Bejni                             | Bejna, Bejne              | falu     |                                               | Dibra | Klos              | Klos                |
| Bel / Beli                               |                           | falu     |                                               | Dibra | Klos              | Klos                |
| Bellovë / Bellova                        |                           | falu     |                                               | Dibra | Dibra             | Melan               |
| Bërshin / Bërshini                       | Bërsh, Bersha             | falu     |                                               | Dibra | Klos              | Klos                |
| Bllacë / Bllaca                          |                           | falu     |                                               | Dibra | Bulqiza           | Shupenza            |
| Bllatë e Poshtme / Bllata e Poshtme      |                           | falu     |                                               | Dibra | Dibra             | Maqellara           |
| Bllatë e Sipërme / Bllata e Sipërme      |                           | falu     |                                               | Dibra | Dibra             | Maqellara           |
| Blliçë / Blliça                          |                           | falu     |                                               | Dibra | Dibra             | Fushë-Çidhëna       |
| Boçevë / Boçeva                          | Boçova                    | falu     |                                               | Dibra | Bulqiza           | Shupenza            |
| Borie-Lurë / Borie-Lura                  |                           | falu     |                                               | Dibra | Dibra             | Lura                |
| Borovjan / Borovjani                     |                           | falu     |                                               | Dibra | Dibra             | Kastriot            |
| Brest i Poshtëm / Bresti i Poshtëm       |                           | falu     |                                               | Dibra | Dibra             | Kastriot            |
| Brest i Sipërm / Bresti i Sipërm         |                           | falu     |                                               | Dibra | Dibra             | Kastriot            |
| Brezhdan / Brezhdani                     |                           | falu     |                                               | Dibra | Dibra             | Tomin               |
| Bruç / Bruçi                             |                           | falu     |                                               | Dibra | Mat               | Rukaj               |
| Bulaç / Bulaçi                           | Bulaca                    | falu     |                                               | Dibra | Dibra             | Muhurr              |
| Burgajet / Burgajeti                     |                           | falu     |                                               | Dibra | Mat               | Lis                 |
| Burim / Burimi                           |                           | falu     |                                               | Dibra | Dibra             | Maqellara           |
| Bushkash / Bushkashi                     |                           | falu     |                                               | Dibra | Mat               | Ulza                |
| Çerenec i Poshtëm / Çereneci i Poshtëm   |                           | falu     |                                               | Dibra | Bulqiza           | Gjorica             |
| Çerenec i Sipërm / Çereneci i Sipërm     |                           | falu     |                                               | Dibra | Bulqiza           | Gjorica             |
| Cerjan / Cerjani                         |                           | falu     |                                               | Dibra | Dibra             | Melan               |
| Çernenë / Çernena                        | Çernen                    | falu     |                                               | Dibra | Dibra             | Maqellara           |
| Cerrujë / Cerruja                        |                           | falu     |                                               | Dibra | Klos              | Klos                |
| Çetush / Çetushi                         | Cetush, Cetusha           | falu     |                                               | Dibra | Dibra             | Tomin               |
| Çidhën / Çidhëna                         |                           | falu     |                                               | Dibra | Dibra             | Arras               |
| Dars / Darsi                             |                           | falu     |                                               | Dibra | Klos              | Klos                |
| Dejë-Macukull / Dejë-Macukulli           | Dej-Macukull              | falu     |                                               | Dibra | Mat               | Macukull            |
| Deshat / Deshati                         |                           | falu     |                                               | Dibra | Dibra             | Kastriot            |
| Dohoshisht / Dohoshishti                 | Dohoçisht                 | falu     |                                               | Dibra | Dibra             | Tomin               |
| Dom / Domi                               |                           | falu     |                                               | Dibra | Klos              | Gurra               |
| Dovolan / Dovolani                       |                           | falu     |                                               | Dibra | Dibra             | Maqellara           |
| Dragua-Bulqizë / Dragua-Bulqiza          | Dragua                    | falu     |                                               | Dibra | Bulqiza           | Fushë-Bulqiza       |
| Draj-Reç / Draj-Reçi                     |                           | falu     |                                               | Dibra | Dibra             | Zall-Reç            |
| Dritë / Drita                            |                           | falu     |                                               | Dibra | Mat               | Baz                 |
| Dukagjin / Dukagjini                     |                           | falu     |                                               | Dibra | Mat               | Derjan              |
| Dushaj                                   |                           | falu     |                                               | Dibra | Bulqiza           | Fushë-Bulqiza       |
| Dypjakë / Dypjaka                        |                           | falu     |                                               | Dibra | Dibra             | Sllova              |
| Erebarë / Erebara                        | Erëbara                   | falu     |                                               | Dibra | Dibra             | Maqellara           |
| Frankth / Frankthi                       |                           | falu     |                                               | Dibra | Mat               | Komsia              |
| Fshat / Fshati                           |                           | falu     |                                               | Dibra | Klos              | Klos                |
| Fshat-Burrel / Fshat-Burreli             | Fushë-Burrel              | falu     |                                               | Dibra | Mat               | Komsia              |
| Fullqet / Fullqeti                       |                           | falu     |                                               | Dibra | Klos              | Klos                |
| Fushë e Vogël / Fusha e Vogël            |                           | falu     |                                               | Dibra | Dibra             | Maqellara           |
| Fushë-Baz / Fushë-Bazi                   |                           | falu     |                                               | Dibra | Mat               | Baz                 |
| Fushë-Kastriot / Fushë-Kastrioti         |                           | falu     |                                               | Dibra | Dibra             | Kastriot            |
| German / Germani                         | Gërmen                    | falu     |                                               | Dibra | Mat               | Komsia              |
| Gjalish / Gjalishi                       | Gjallish                  | falu     |                                               | Dibra | Mat               | Lis                 |
| Gjinovec / Gjinoveci                     |                           | falu     |                                               | Dibra | Bulqiza           | Trebisht            |
| Gjoçaj                                   |                           | falu     |                                               | Dibra | Mat               | Derjan              |
| Gjon / Gjoni                             |                           | falu     |                                               | Dibra | Bulqiza           | Martanesh           |
| Gjoricë e Poshtme / Gjorica e Poshtme    |                           | falu     |                                               | Dibra | Bulqiza           | Gjorica             |
| Gjuras / Gjurasi                         |                           | falu     |                                               | Dibra | Bulqiza           | Shupenza            |
| Gjurë-Reç / Gjurë-Reçi                   | Gur-Reç                   | falu     |                                               | Dibra | Dibra             | Zall-Reç            |
| Godvi / Godvia                           |                           | falu     |                                               | Dibra | Bulqiza           | Zerqan              |
| Gradec / Gradeci                         |                           | falu     |                                               | Dibra | Dibra             | Maqellara           |
| Grevë / Greva                            |                           | falu     |                                               | Dibra | Dibra             | Melan               |
| Grezhdan / Grezhdani                     | Grazhdan                  | falu     |                                               | Dibra | Dibra             | Maqellara           |
| Grykë-Nokë / Grykë-Noka                  |                           | falu     |                                               | Dibra | Dibra             | Arras               |
| Gur i Bardhë / Guri i Bardhë             |                           | falu     |                                               | Dibra | Klos              | Xibra               |
| Gur i Zi / Guri i Zi                     |                           | falu     |                                               | Dibra | Dibra             | Arras               |
| Gurë-Lurë / Gurë-Lura                    | Gur-Lura                  | falu     |                                               | Dibra | Dibra             | Lura                |
| Gurrë e Vogël / Gurra e Vogël            |                           | falu     |                                               | Dibra | Klos              | Gurra               |
| Herbel / Herbeli                         |                           | falu     |                                               | Dibra | Dibra             | Maqellara           |
| Homesh / Homeshi                         |                           | falu     |                                               | Dibra | Bulqiza           | Shupenza            |
| Hotesh / Hoteshi                         |                           | falu     |                                               | Dibra | Dibra             | Luznia              |
| Hurdhë-Muhurr / Hurdhë-Muhurri           | Hurdhë-Muhur              | falu     |                                               | Dibra | Dibra             | Muhurr              |
| Hurdhë-Reç / Hurdhë-Reçi                 |                           | falu     |                                               | Dibra | Dibra             | Zall-Reç            |
| Ilnicë / Ilnica                          |                           | falu     |                                               | Dibra | Dibra             | Melan               |
| Kacni / Kacnia                           |                           | falu     |                                               | Dibra | Dibra             | Selishta            |
| Kallë / Kalla                            |                           | falu     |                                               | Dibra | Dibra             | Sllova              |
| Kandër / Kandëri                         |                           | falu     |                                               | Dibra | Dibra             | Kastriot            |
| Karicë / Karica                          |                           | falu     |                                               | Dibra | Mat               | Baz                 |
| Katund i Vogël / Katundi i Vogël         |                           | falu     |                                               | Dibra | Dibra             | Maqellara           |
| Kërçisht i Poshtëm / Kërçishti i Poshtëm |                           | falu     |                                               | Dibra | Dibra             | Maqellara           |
| Kërçisht i Sipërm / Kërçishti i Sipërm   |                           | falu     |                                               | Dibra | Dibra             | Maqellara           |
| Ketë / Keta                              |                           | falu     |                                               | Dibra | Klos              | Xibra               |
| Kishavec / Kishaveci                     |                           | falu     |                                               | Dibra | Dibra             | Kastriot            |
| Kllobçisht / Kllobçishti                 | Kllopçisht                | falu     |                                               | Dibra | Dibra             | Maqellara           |
| Klos-Katund / Klos-Katundi               |                           | falu     |                                               | Dibra | Klos              | Klos                |
| Koçaj                                    |                           | falu     |                                               | Dibra | Bulqiza           | Fushë-Bulqiza       |
| Kodër-Leshaj                             | Kodër-Leshe               | falu     |                                               | Dibra | Dibra             | Arras               |
| Kodër-Qerre                              | Kodër-Çere, Kodër-Çerre   | falu     |                                               | Dibra | Mat               | Komsia              |
| Kojavec / Kojaveci                       |                           | falu     |                                               | Dibra | Bulqiza           | Ostren              |
| Kokërdhok / Kokërdhoku                   |                           | falu     |                                               | Dibra | Mat               | Ulza                |
| Kovashicë / Kovashica                    | Koshavica                 | falu     |                                               | Dibra | Bulqiza           | Shupenza            |
| Kovashicë / Kovashica                    | Koshavica                 | falu     |                                               | Dibra | Dibra             | Maqellara           |
| Krajkë / Krajka                          |                           | falu     |                                               | Dibra | Bulqiza           | Zerqan              |
| Kraj-Reç / Kraj-Reçi                     |                           | falu     |                                               | Dibra | Dibra             | Zall-Reç            |
| Krej-Lurë / Krej-Lura                    |                           | falu     |                                               | Dibra | Dibra             | Lura                |
| Kujtim / Kujtimi                         |                           | falu     |                                               | Dibra | Klos              | Suç                 |
| Kukaj                                    | Kukej                     | falu     |                                               | Dibra | Dibra             | Kastriot            |
| Kullas / Kullasi                         |                           | falu     |                                               | Dibra | Dibra             | Kalaja e Dodës      |
| Kuqelaj                                  |                           | falu     |                                               | Dibra | Klos              | Suç                 |
| Kurdari / Kurdaria                       |                           | falu     |                                               | Dibra | Klos              | Suç                 |
| Laç / Laçi                               |                           | falu     |                                               | Dibra | Mat               | Rukaj               |
| Laçe                                     | Lacaj                     | falu     |                                               | Dibra | Dibra             | Fushë-Çidhëna       |
| Lam i Madh / Lami i Madh                 |                           | falu     |                                               | Dibra | Mat               | Derjan              |
| Lashkizë / Lashkiza                      |                           | falu     |                                               | Dibra | Dibra             | Zall-Dardha         |
| Lazrej                                   |                           | falu     |                                               | Dibra | Dibra             | Arras               |
| Lejcan / Lejcani                         |                           | falu     |                                               | Dibra | Bulqiza           | Ostren              |
| Lene / Leneja                            | Lena                      | falu     |                                               | Dibra | Bulqiza           | Martanesh           |
| Limjan / Limjani                         |                           | falu     |                                               | Dibra | Dibra             | Kastriot            |
| Lishan i Poshtëm / Lishani i Poshtëm     |                           | falu     |                                               | Dibra | Dibra             | Luznia              |
| Lishan i Sipërm / Lishani i Sipërm       |                           | falu     |                                               | Dibra | Dibra             | Luznia              |
| Lladomericë / Lladomerica                |                           | falu     |                                               | Dibra | Bulqiza           | Ostren              |
| Lubalesh / Lubaleshi                     |                           | falu     |                                               | Dibra | Bulqiza           | Gjorica             |
| Lugjej                                   |                           | falu     |                                               | Dibra | Dibra             | Zall-Dardha         |
| Lukan / Lukani                           |                           | falu     |                                               | Dibra | Dibra             | Selishta            |
| Lundër / Lundra                          |                           | falu     |                                               | Dibra | Mat               | Ulza                |
| Lurë e Vjetër / Lura e Vjetër            |                           | falu     |                                               | Dibra | Dibra             | Lura                |
| Madhesh / Madheshi                       |                           | falu     |                                               | Dibra | Mat               | Ulza                |
| Majtarë / Majtara                        | Majtare                   | falu     |                                               | Dibra | Dibra             | Maqellara           |
| Mallunxë / Mallunxa                      |                           | falu     |                                               | Dibra | Mat               | Lis                 |
| Mazhicë / Mazhica                        |                           | falu     |                                               | Dibra | Bulqiza           | Shupenza            |
| Melcu / Melcuja                          | Mëlcuja                   | falu     |                                               | Dibra | Bulqiza           | Martanesh           |
| Menesh / Meneshi                         |                           | falu     |                                               | Dibra | Dibra             | Zall-Dardha         |
| Midhë / Midha                            |                           | falu     |                                               | Dibra | Mat               | Komsia              |
| Mishtër / Mishtra                        |                           | falu     |                                               | Dibra | Klos              | Gurra               |
| Muhurr / Muhurri                         | Muhur                     | falu     |                                               | Dibra | Dibra             | Muhurr              |
| Murrë / Murra                            |                           | falu     |                                               | Dibra | Dibra             | Selishta            |
| Mustafaj                                 | Mustafa                   | falu     |                                               | Dibra | Dibra             | Arras               |
| Ndërfushas / Ndërfushasi                 |                           | falu     |                                               | Dibra | Bulqiza           | Martanesh           |
| Ndërshenë / Ndërshena                    | Ndërshen                  | falu     |                                               | Dibra | Dibra             | Zall-Reç            |
| Nezhaj                                   |                           | falu     |                                               | Dibra | Dibra             | Zall-Dardha         |
| Okshatinë / Okshatina                    |                           | falu     |                                               | Dibra | Bulqiza           | Shupenza            |
| Okshtun i Vogël / Okshtuni i Vogël       |                           | falu     |                                               | Dibra | Bulqiza           | Ostren              |
| Oreshnjë / Oreshnja                      | Orshenja                  | falu     |                                               | Dibra | Bulqiza           | Ostren              |
| Orzhanovë / Orzhanova                    |                           | falu     |                                               | Dibra | Bulqiza           | Ostren              |
| Ostren i Madh / Ostreni i Madh           |                           | falu     |                                               | Dibra | Bulqiza           | Ostren              |
| Ostren i Vogël / Ostreni i Vogël         |                           | falu     |                                               | Dibra | Bulqiza           | Ostren              |
| Palaman / Palamani                       |                           | falu     |                                               | Dibra | Dibra             | Sllova              |
| Pasinkë / Pasinka                        |                           | falu     |                                               | Dibra | Bulqiza           | Ostren              |
| Patin / Patini                           |                           | falu     |                                               | Dibra | Klos              | Klos                |
| Pejkë / Pejka                            |                           | falu     |                                               | Dibra | Dibra             | Melan               |
| Peladhi / Peladhia                       |                           | falu     |                                               | Dibra | Bulqiza           | Zerqan              |
| Përgjegj / Përgjegji                     | Përgjegje                 | falu     |                                               | Dibra | Dibra             | Kastriot            |
| Peshk / Peshku                           |                           | falu     |                                               | Dibra | Bulqiza           | Martanesh           |
| Pesjakë / Pesjaka                        |                           | falu     |                                               | Dibra | Dibra             | Maqellara           |
| Petralbë / Petralba                      |                           | falu     |                                               | Dibra | Klos              | Xibra               |
| Pilafe                                   | Pilaf                     | falu     |                                               | Dibra | Dibra             | Tomin               |
| Pjeçë / Pjeça                            |                           | falu     |                                               | Dibra | Dibra             | Melan               |
| Plan i Bardhë / Plani i Bardhë           |                           | falu     |                                               | Dibra | Klos              | Klos                |
| Pleshë / Plesha                          |                           | falu     |                                               | Dibra | Klos              | Klos                |
| Ploshtan / Ploshtani                     |                           | falu     |                                               | Dibra | Dibra             | Kalaja e Dodës      |
| Poçestë / Poçesta                        | Pocesta                   | falu     |                                               | Dibra | Dibra             | Maqellara           |
| Podgorcë / Podgorca                      | Podgorc                   | falu     |                                               | Dibra | Dibra             | Maqellara           |
| Pollozhan / Pollozhani                   |                           | falu     |                                               | Dibra | Dibra             | Tomin               |
| Popinar / Popinari                       |                           | falu     |                                               | Dibra | Dibra             | Maqellara           |
| Pregj-Lurë / Pregj-Lura                  |                           | falu     |                                               | Dibra | Dibra             | Lura                |
| Prell / Prelli                           | Prella                    | falu     |                                               | Dibra | Mat               | Rukaj               |
| Qafë-Draj                                | Qafdraj                   | falu     |                                               | Dibra | Dibra             | Zall-Reç            |
| Qafë-Murrë / Qafë-Murra                  |                           | falu     |                                               | Dibra | Dibra             | Selishta            |
| Qanaj                                    |                           | falu     |                                               | Dibra | Dibra             | Zall-Dardha         |
| Rabdisht / Rabdishti                     |                           | falu     |                                               | Dibra | Dibra             | Melan               |
| Radomirë / Radomira                      |                           | falu     |                                               | Dibra | Dibra             | Kalaja e Dodës      |
| Radovesh / Radoveshi                     |                           | falu     |                                               | Dibra | Bulqiza           | Ostren              |
| Rashnapojë / Rashnapoja                  | Rrashnapoja               | falu     |                                               | Dibra | Dibra             | Tomin               |
| Renz / Renzi                             | Rrenz                     | falu     |                                               | Dibra | Dibra             | Fushë-Çidhëna       |
| Rremull / Rremulli                       |                           | falu     |                                               | Dibra | Mat               | Rukaj               |
| Rreth-Baz / Rreth-Bazi                   |                           | falu     |                                               | Dibra | Mat               | Baz                 |
| Rreth-Kale                               |                           | falu     |                                               | Dibra | Dibra             | Muhurr              |
| Rripë / Rripa                            |                           | falu     |                                               | Dibra | Klos              | Gurra               |
| Selane                                   | Selanaj                   | falu     |                                               | Dibra | Dibra             | Tomin               |
| Selishtë e Sipërme / Selishta e Sipërme  |                           | falu     |                                               | Dibra | Dibra             | Selishta            |
| Selixë / Selixa                          |                           | falu     |                                               | Dibra | Mat               | Komsia              |
| Shëlli / Shëllia                         | Shell                     | falu     |                                               | Dibra | Mat               | Macukull            |
| Shëngjun / Shëngjuni                     |                           | falu     |                                               | Dibra | Klos              | Klos                |
| Shënllesh / Shënlleshi                   | Shënlleshën               | falu     |                                               | Dibra | Dibra             | Zall-Dardha         |
| Shimçan / Shimçani                       | Shmiçan                   | falu     |                                               | Dibra | Dibra             | Tomin               |
| Shkallë / Shkalla                        |                           | falu     |                                               | Dibra | Klos              | Xibra               |
| Shoshaj                                  |                           | falu     |                                               | Dibra | Mat               | Lis                 |
| Shqath / Shqathi                         |                           | falu     |                                               | Dibra | Dibra             | Muhurr              |
| Shqefën / Shqefëni                       | Shtjefën                  | falu     |                                               | Dibra | Mat               | Macukull            |
| Shtushaj                                 |                           | falu     |                                               | Dibra | Bulqiza           | Shupenza            |
| Shulbatër / Shulbatra                    |                           | falu     |                                               | Dibra | Klos              | Gurra               |
| Shullan / Shullani                       |                           | falu     |                                               | Dibra | Dibra             | Kalaja e Dodës      |
| Shumbat / Shumbati                       |                           | falu     |                                               | Dibra | Dibra             | Sllova              |
| Sinë e Poshtme / Sina e Poshtme          |                           | falu     |                                               | Dibra | Dibra             | Arras               |
| Sinë e Sipërme / Sina e Sipërme          |                           | falu     |                                               | Dibra | Dibra             | Arras               |
| Skënderaj                                |                           | falu     |                                               | Dibra | Klos              | Suç                 |
| Sllatinë / Sllatina                      |                           | falu     |                                               | Dibra | Dibra             | Sllova              |
| Smollik / Smolliku                       |                           | falu     |                                               | Dibra | Bulqiza           | Zerqan              |
| Sofraçan / Sofraçani                     |                           | falu     |                                               | Dibra | Bulqiza           | Zerqan              |
| Sohodoll / Sohodolli                     |                           | falu     |                                               | Dibra | Dibra             | Kastriot            |
| Sohodoll i Vogël / Sohodolli i Vogël     |                           | falu     |                                               | Dibra | Dibra             | Kastriot            |
| Sopot / Sopoti                           |                           | falu     |                                               | Dibra | Bulqiza           | Zerqan              |
| Soricë / Sorica                          |                           | falu     |                                               | Dibra | Dibra             | Zall-Dardha         |
| Staravec / Staraveci                     |                           | falu     |                                               | Dibra | Dibra             | Tomin               |
| Stavec / Staveci                         |                           | falu     |                                               | Dibra | Bulqiza           | Martanesh           |
| Stojan / Stojani                         |                           | falu     |                                               | Dibra | Mat               | Ulza                |
| Strikçan / Strikçani                     |                           | falu     |                                               | Dibra | Bulqiza           | Zerqan              |
| Sumaj                                    | Sumej                     | falu     |                                               | Dibra | Dibra             | Lura                |
| Tartaj                                   |                           | falu     |                                               | Dibra | Dibra             | Zall-Dardha         |
| Tërbaç / Tërbaçi                         |                           | falu     |                                               | Dibra | Bulqiza           | Ostren              |
| Tërnovë e Madhe / Tërnova e Madhe        |                           | falu     |                                               | Dibra | Bulqiza           | Zerqan              |
| Tërnovë e Vogël / Tërnova e Vogël        |                           | falu     |                                               | Dibra | Bulqiza           | Zerqan              |
| Terzë / Terza                            | Tejza                     | falu     |                                               | Dibra | Dibra             | Kalaja e Dodës      |
| Tharkë / Tharka                          |                           | falu     |                                               | Dibra | Dibra             | Zall-Reç            |
| Topojan / Topojani                       |                           | falu     |                                               | Dibra | Bulqiza           | Shupenza            |
| Trebisht-Balaj                           |                           | falu     |                                               | Dibra | Bulqiza           | Trebisht            |
| Trebisht-Çelebi / Trebisht-Çelebia       | Trebisht-Celebi           | falu     |                                               | Dibra | Bulqiza           | Trebisht            |
| Trebisht-Mucinë / Trebisht-Mucina        |                           | falu     |                                               | Dibra | Bulqiza           | Trebisht            |
| Trenë / Trena                            | Tren                      | falu     |                                               | Dibra | Dibra             | Melan               |
| Trepçë / Trepça                          |                           | falu     |                                               | Dibra | Dibra             | Melan               |
| Trojak / Trojaku                         |                           | falu     |                                               | Dibra | Dibra             | Sllova              |
| Tuçep / Tuçepi                           | Tucep                     | falu     |                                               | Dibra | Bulqiza           | Ostren              |
| Ujëmirë / Ujëmira                        |                           | falu     |                                               | Dibra | Dibra             | Kalaja e Dodës      |
| Unjatë / Unjata                          |                           | falu     |                                               | Dibra | Klos              | Klos                |
| Urakë / Uraka                            |                           | falu     |                                               | Dibra | Mat               | Rukaj               |
| Urxallë / Urxalla                        |                           | falu     |                                               | Dibra | Mat               | Derjan              |
| Ushtelencë / Ushtelenca                  | Ushtelenxa, Ushtelenza    | falu     |                                               | Dibra | Dibra             | Tomin               |
| Vajkal / Vajkali                         | Vajkal 1                  | falu     |                                               | Dibra | Bulqiza           | Bulqiza             |
| Vajkal 2 / Vajkali 2                     |                           | falu     |                                               | Dibra | Bulqiza           | Bulqiza             |
| Vajmëdhej                                |                           | falu     |                                               | Dibra | Dibra             | Muhurr              |
| Vakuf / Vakufi                           |                           | falu     |                                               | Dibra | Dibra             | Kastriot            |
| Val / Vali                               |                           | falu     |                                               | Dibra | Bulqiza           | Martanesh           |
| Valikardhë / Valikardha                  |                           | falu     |                                               | Dibra | Bulqiza           | Zerqan              |
| Vasije                                   | Vasie                     | falu     |                                               | Dibra | Dibra             | Kalaja e Dodës      |
| Venisht / Venishti                       |                           | falu     |                                               | Dibra | Dibra             | Sllova              |
| Vërnicë / Vërnica                        |                           | falu     |                                               | Dibra | Bulqiza           | Trebisht            |
| Viçisht / Viçishti                       | Vicisht                   | falu     |                                               | Dibra | Bulqiza           | Gjorica             |
| Vig / Vigu                               |                           | falu     |                                               | Dibra | Mat               | Macukull            |
| Vinjoll / Vinjolli                       |                           | falu     |                                               | Dibra | Mat               | Lis                 |
| Vlashaj                                  |                           | falu     |                                               | Dibra | Bulqiza           | Shupenza            |
| Vlashaj                                  | Vlashej                   | falu     |                                               | Dibra | Dibra             | Lura                |
| Vleshë / Vlesha                          |                           | falu     |                                               | Dibra | Dibra             | Sllova              |
| Vojnik / Vojniku                         | Vojnika                   | falu     |                                               | Dibra | Dibra             | Maqellara           |
| Vrenjt / Vrenjti                         |                           | falu     |                                               | Dibra | Dibra             | Kastriot            |
| Xibër-Murriz / Xibër-Murrizi             |                           | falu     |                                               | Dibra | Klos              | Xibra               |
| Zagrad / Zagradi                         |                           | falu     |                                               | Dibra | Dibra             | Melan               |
| Zall-Gjoçaj                              |                           | falu     |                                               | Dibra | Mat               | Derjan              |
| Zall-Kalis / Zall-Kalisi                 |                           | falu     |                                               | Dibra | Dibra             | Sllova              |
| Zall-Shoshaj                             |                           | falu     |                                               | Dibra | Mat               | Komsia              |
| Zall-Sopot / Zall-Sopoti                 |                           | falu     |                                               | Dibra | Bulqiza           | Zerqan              |
| Zall-Strikçan / Zall-Strikçani           |                           | falu     |                                               | Dibra | Bulqiza           | Zerqan              |
| Zdojan / Zdojani                         |                           | falu     |                                               | Dibra | Dibra             | Tomin               |
| Zenisht / Zenishti                       |                           | falu     |                                               | Dibra | Mat               | Lis                 |
| Zimur / Zimuri                           |                           | falu     |                                               | Dibra | Dibra             | Tomin               |
| Zogjaj                                   |                           | falu     |                                               | Dibra | Bulqiza           | Shupenza            |